# 美國陸軍未來司令部
陸軍未來司令部（英語：Army Futures Command，AFC）是美國陸軍負責現代化建設的機構，指揮官為四星上將，主導未來戰場所需的概念、能力和組織結構，並與企業界和學術界合作。總部設於德克薩斯州奧斯汀，因為當地聚集許多高科技人才和資源。

## 組織
未來司令部的組織：
- 作戰能力發展司令部（英语：United States Army Combat Capabilities Development Command）
- 醫學研究與發展司令部（英语：United States Army Medical Research and Development Command）
- 陸軍軟體工廠
- 陸軍應用實驗室
- 陸軍人工智慧整合中心
- 戰鬥系統促進發展處
- 第75創新司令部
- 測試與評估司令部